# Абба, Марта
Марта А́бба (итал. Marta Abba; 25 июня 1900, Милан — 24 июня 1988, там же) — итальянская театральная актриса.

## Биография
Обучалась в Академии любителей искусства и в Школе декламации в Милане. Играла на сцене стала в 1923 г. в Народном театре Милана. В 1925 г. известный драматург и режиссёр Луиджи Пиранделло пригласил её в Римский Художественный театр, выступавший в Италии и за границей, и скоро Абба стала одной из лучших итальянских актрис. Играла главные роли в комедиях, написанных для неё Пиранделло — «Диана и Туда», «Подруга», «Встреча». В 1929 г. организовала свой театр, где шли пьесы Пиранделло, Карло Гольдони, Бернарда Шоу, Сомерсета Моэма. Примечательно её исполнение роли Анны Карениной в инсценировке романа (режиссёр Татьяна Павлова). В 1938 году оставила сцену, но вновь вернулась в 1953.

## Фильмография
- Il caso Haller, режиссёр Алессандро Блазетти (1933)
- Тереза Конфалониери , режиссёр Гуидо Бриньоне (1934)